# Adoration de l'Enfant (Fabriano)
Pour les articles homonymes, voir Adoration de l'Enfant.
Adoration de l'Enfant ou en italien Madonna in adorazione del Bambino con san Giuseppe – est un tableau réalisé par le peintre italien Gentile da Fabriano vers 1420-1422. Ce panneau exécuté a tempera et à la feuille d'or est une peinture chrétienne qui représente Marie en adoration devant l'Enfant Jésus.
L'œuvre fait partie depuis 1977 des collections du J. Paul Getty Museum de Los Angeles, aux États-Unis.

## Description
Marie porte l'Enfant allongé sur ses genoux. Elle semble assise et la forme du tableau peut se traduire comme un trône avec son haut cintré en dais, l'encadrement sculpté d'or sur bois à colonnettes accentuant l'effet.  
De part et d'autre en arrière-plan, figurent, à gauche Joseph endormi et l'étable à droite, et, en fond, des sommets de montagnes encadrent, à gauche et à droite, la tête de la Vierge, la dégageant sur un fond d'or ; on peut distinguer à gauche, dans les replis de la montagne, l'Annonce aux bergers. 
Les bordures (hautes et basses) du manteau de la Vierge comportent un long texte brodé d'or :

« en haut : ave/mater/digna/dei ;
à gauche : salve/regina, mate[r]/mis[eric]ordia (Salve Regina) ; 
à droite : ave/maris/stel[la]/dei/mater [...] (Stella Maris) ; 
et en bas : ave/maria/g[ratia]/plena [...] (Ave Maria). »